# Shuangjiang (häradshuvudort)
Shuangjiang (kinesiska: T’ung-tao-t’ung-tsu-tzu-chih-hsien, T’ung-tao, Shuang-chiang-k’ou, 双江) är en häradshuvudort i Kina. Den ligger i provinsen Hunan, i den södra delen av landet, omkring 390 kilometer sydväst om provinshuvudstaden Changsha. Antalet invånare är 8 320.
Runt Shuangjiang är det ganska tätbefolkat, med 86 invånare per kvadratkilometer. Shuangjiang är det största samhället i trakten. I omgivningarna runt Shuangjiang växer i huvudsak blandskog.
Genomsnittlig årsnederbörd är 1 787 millimeter. Den regnigaste månaden är juni, med i genomsnitt 296 mm nederbörd, och den torraste är december, med 63 mm nederbörd.